# Anamelba
Melba Annie Pinzás Salazar (Huánuco, 28 de agosto de 1942 - Paterson, 1 de septiembre de 2011) conocida como Anamelba, fue una bolerista peruana.

## Biografía
Sus inicios artísticos datan de sus actuaciones escolares interpretando música clásica, para más tarde ya en Lima, se gradúa como docente de danzas folklóricas y grabó un disco bajo su nombre de pila. Su carrera como bolerista se inició en el año 1961, junto a Paco Maceda director musical del grupo Los Kipus. Se casó con el cantautor ecuatoriano Julio Jaramillo, con quien tuvo una hija. Anamelba del Rocio Jaramillo Pinzas
El nombre artístico de Anamelba se lo puso su mánager Genaro Ganoza Torres; y el apelativo de "La novia del Bolero", el discjockey peruano Luis Aguilar. Firma como artista exclusiva del Sello Virrey en octubre de 1962 después de ser rechazada en Iempsa (Odeon) y Sono Radio. 
Consagrada por la crítica de la época especializada y predilecta en el favor público, siendo una de las cantantes que en corto tiempo logró imponerse provocando por doquier admiración y aplausos. Su impecable estilo interpretativo y su ductibilidad artística le han valido resonantes éxitos. Entre sus hits más conocidos figuran "Albricias", "Aceptaré", "Está bien" y "Amor incomparable".
Falleció a los 69 años, a causa de un paro cardíaco proveniente de una metástasis generalizada en Paterson, Nueva Jersey, donde residía desde hace más de dos décadas. Pidió ser incinerada y sus cenizas fueron esparcidas una parte en las cataratas de Paterson y el resto fue llevado al Perú en manos de su nieta Annette Santander Jaramillo y entregada a sus hermanos que cumplirían su última voluntad de ser esparcida en mar Peruano ya que su deseo era volver a recorrer su tierra otra vez

## Discografía
| Serie  | Título              | Discográfica |
| DV 442 | Albricias           | El Virrey    |
| DV 511 | La Novia del Bolero | El Virrey    |
| DV 587 | Amor Incomparable   | El Virrey    |

Iempsa Odéon
Tiemblo
Por Equivocacion
Lo Nuestro
Cóncavo y Convexo